# امان از جدایی
«امان از جدایی» اثری از محمد جلیل عندلیبی به خوانندگی علیرضا افتخاری است که دارای هشت قطعه است. این آلبوم از پرفروش‌ترین و محبوب‌ترین آلبوم‌های علیرضا افتخاری و جلیل عندلیبی می‌باشد.

## فروش
این اثر جزو ۳ اثر پرفروش مؤسسه نشر موسیقی آواز بیستون می‌باشد.

## قطعات
| نام ترانه                    | ترانه‌سرا            | آهنگساز      |
| ---------------------------- | ------------------- | ------------ |
| تصنیف شاخ شمشاد (ملودی کردی) | بابا طاهر بیژن ترقی | جلیل عندلیبی |
| تصنیف تنیده یاد تو (دشتی)    | ابوالقاسم لاهوتی    | جلیل عندلیبی |
| تصنیف حرام (بیداد و همایون)  | وحدت کردستانی       | جلیل عندلیبی |
| تصنیف شب هجران (دشتی)        | هاتف اصفهانی        | جلیل عندلیبی |
| تصنیف جدائی (شوشتری)         | هاتف اصفهانی        | جلیل عندلیبی |
| تصنیف ای عشق (بیات راجع)     | مهدخت مخبر          | جلیل عندلیبی |
| تصنیف شب مهتابی (شور)        | بیژن ترقی           | جلیل عندلیبی |
| تصنیف گل من (ملودی کردی)     | بیژن ترقی           | جلیل عندلیبی |

## دست‌اندرکاران

### هنرمندان
- خواننده: علیرضا افتخاری
- آهنگساز: محمد جلیل عندلیبی «اجرا با گروه مولانا»

- مدیر تولید: محمدعلی عزیزی

- تنظیم کننده: مجتبی میرزاده

#### نوازندگان
- ویولن :مجتبی میرزاده، مینا افتاده، سیمین آقارضی، ارسلان کامکار، کاظم عالمی، علی چراغچی و ساغر کتابچی
- سنتور: محمدجلیل عندلیبی
- ویولن آلتو: سیاوش ظهیرالدینی
- ویولن سل: کریم قربانی
- دف: احمد خاک‌طینت ، فرهاد عندلیبی و فرزاد عندلیبی
- نی: بهزاد فروهری و فردین لاهورپور
- کنترباس: علیرضا خورشیدفر
- تار: امیرحسن رضا
- عود: جمال جهانشاد
- فاکوت :محسن افتاده
- تنبک: کامبیز گنجه‌ای و سالار عندلیبی

#### عوامل تولید
ضبط: استودیو صبا

صدابردار: رضا شابییگی

پالایش صوت: محمد علیزاده

طرح :سبز علی عزیزی

خط :مرتضی جهانگیری